# Ixodes hoogstraali
Ixodes hoogstraali este o specie de căpușe din genul Ixodes, familia Ixodidae, descrisă de Joseph Charles Arthur în anul 1955. Conform Catalogue of Life specia Ixodes hoogstraali nu are subspecii cunoscute.